# 丁固 (东吴)
丁固（198年—273年），字子賤，原名丁密，會稽山陰（今浙江省紹興市）人，三國时孫吳後期重臣，歷任尚書、廷尉、左御史大夫，官至司徒。

## 生平
丁固的父親在他年少時就逝世，他隨母親長大。為人安貧守道，恭敬長輩，曾扶助貧寒的族弟。
仕吳後被孫權任命為尚書，在二宮之爭時支持太子孫和。
太平二年（257年）八月，會稽南部（會稽南部都尉治今福建省福州市）、鄱陽（郡治今江西省鄱陽縣）、新都（郡治今浙江省淳安縣）先後發生叛亂，時任廷尉的丁密與步兵校尉鄭胄、將軍鍾離牧奉命前往討伐。
永安五年（262年）冬十月，丁密與孟仁被吳主孫休任命為左、右御史大夫。不久改名丁固。
甘露元年（265年）九月，吳主孫皓遷都武昌（今湖北省鄂州市），丁固與右將軍諸葛靚奉命鎮守故都建業（今江蘇省南京市）。
寶鼎元年（266年）冬十月，永安（今浙江省德清縣）山賊施旦劫持永安侯孫謙叛亂，聚眾萬餘人攻打建業，丁固與諸葛靚率軍出城迎戰，擊退施旦，將孫謙救出。不久，孫皓將都城遷回建業。
同年十二月，與陸凱和丁奉密謀廢孫皓並立孫休兒子為君主，因留平的反對使這計劃作罷。
寶鼎三年（268年）春二月，丁固與孟仁分別改任為司徒、司空。
鳳凰二年（273年），丁固逝世，享年七十六歲。

## 逸聞
- 丁固本名丁密，滕皇后父親本名滕密，二人為互相避諱，分別改名為丁固、滕牧。[13] （丁固之名首次出現於甘露元年（265年），在永安五年（262年）之前皆名丁密，故改名時間歸納於262年至265年間。）
- 丁固還在襁褓之時，闞澤就預言他將來可以位列三公，後來果然官至司徒。[14]
- 丁固任尚書時，曾夢到有松樹從他的腹部生長出來，醒來後對他人說：“‘松’字拆開看是‘十八公’，難道意味著十八年後，我將位列三公嗎？”後來果然應驗。[15]（丁固任命為司徒的時間是寶鼎三年（268年），逆算其時間，做夢的時間是永安三年（250年）。）

## 家庭
- 父
  - 丁覽，字孝連，丁固父，漢末任始豐令。

- 子
  - 丁彌，字欽遠，丁固子，仕晉後官至梁州刺史。

- 孫
  - 丁潭，字世康，丁彌子，官至光祿大夫，封永安伯，《晉書》有傳。

## 評價
- 虞翻：“丁子賤塞淵好德，堂構克舉，野無遺薪，斯之為懿，其美優矣。令德之後，惟此君嘉耳。”（《三國志•吳書十二•虞翻傳》裴松之注引《會稽典錄》）
- 陸機：“大司馬陸公以文武熙朝，左丞相陸凱以謇諤盡規，而施績、範慎以威重顯，丁奉、鐘離斐以武毅稱，孟宗、丁固之徒為公卿，樓玄、賀劭之屬掌機事，元首雖病，股肱猶良。”（《三國志•吳書•三嗣主傳第三》裴松之注引《辨亡論》）